# Ashfaqulla Khan
Pour les articles homonymes, voir Khan (homonymie).
 (avril 2012).
Si vous disposez d'ouvrages ou d'articles de référence ou si vous connaissez des sites web de qualité traitant du thème abordé ici, merci de compléter l'article en donnant les références utiles à sa vérifiabilité et en les liant à la section « Notes et références ».
Ashfaqulla Khan (ourdou : اشفاق اللہ خان ; hindi : अशफ़ाक़ुल्ला ख़ान) (22 octobre 1900 - 19 décembre 1927) était un combattant de la liberté dans le mouvement pour l'indépendance de l'Inde qui lui coûta la vie avec Ram Prasad Bismil. En effet, les deux ont été pendus le même jour, au même moment, mais dans des prisons différentes.

## Biographie
Ashfaq Ullah Khan est né le 22 octobre 1900 à Shahjahanpur, une ville historique de l'Uttar Pradesh. Son père, Shafiq Ullah Khan appartenait à une famille pathan célèbre pour son militantisme. Ashfaq Ullah était le benjamin parmi ses quatre frères. Son frère aîné Riyasat Ullah Khan était un camarade de Pandit Ram Prasad Bismil. En 1920, lorsque Bismil est venu à Shahjahanpur, Ashfaq essaya à plusieurs reprises de communiquer avec lui, mais Bismil ne lui prêta aucune attention.
Comme d'autres membres de l'Association républicaine de l'Hindoustan, Khan était fortement inspiré par Lénine et la révolution bolchevique en Russie. Il croit en la libération des pauvres et au rejet des intérêts capitalistes. Il s'élève également contre le communautarisme religieux, qu'il considère comme un outil britannique pour contrôler la population indienne et empêcher l'indépendance de l'Inde.